# Willibald Krieger
Willibald Krieger SJ (auch Wilibald Krieger oder Willibaldus Krieger; * 11. Februar 1685 in Deggendorf; † 1. März 1769 in Graz) war ein deutscher Jesuit, Theologe, Philosoph und Physiker.

## Leben und Wirken
Willibald Krieger trat 1702 im Alter von 17 Jahren in die Gesellschaft der Jesuiten ein und wurde in die österreichische Ordensprovinz aufgenommen.
Er war Doktor der Philosophie und Theologie und lehrte an den Universitäten Graz und Wien. Zunächst lehrte er in Graz Ethik. 1715/1716 war er Professor für Logik an der Philosophischen Fakultät der Universität Wien.
1722 bis 1724 war er Professor der Ethik und Philosophie an der Universität Graz. Dort verteidigte Ludwig Debiel bei ihm seine Dissertation Metamorphoses Styriae, die 1722 erschien. Krieger befasste sich auch mit anderen Fragestellungen. So griff er neben Anton Vanossi (1688–1757) und Peter Halley (1707–1789) Gedanken von Francesco Lana Terzi zur Luftschifffahrt auf und veröffentlichte 1723 dazu die Arbeit Rudimenta physica, De Sono. Ex variis Autoribus praecipue P. de Lanis collecta.
Willibald Krieger war 1728 Dekan der Philosophischen Fakultät der Universität Wien und damit neben Augustin Ristl (Theologie), Franz Adam Pfann (Rechtswissenschaften) und Johann Adam von Mannenbach (Medizin) Dekan einer der vier klassischen Fakultäten.
Von 1736 bis 1740 war Krieger Provinzial der österreichischen Jesuiten.
In Graz war er zwei Mal Regens des Konvikts und von 1740 bis 1743 sowie von 1750 bis 1754 Rektor der Universität. Ab 1750 war er dort Vorgesetzter und Lehrer von Michael Denis, den er auch 1757 noch bei einer Reise in die Kartause Geyrach begleitete. Denis hielt Krieger für den würdigsten Jesuiten, den er jemals gesehen hat.

## Schriften
- (Hrsg.): Theodorus Moretus: Tractatus physico-mathematicus de aestu maris. Mit einer Einleitung von Willibald Krieger. Voigt, Wien 1719, OCLC 1014700022 (Original: Antwerpen, 1665).
- Poesis Enthea. Schmidt, Wien 1719, OCLC 1021080225 (Digitalisat).
- Tractatus meteorologicus in quatuor libros Aristotelis. Schwendimann, Wien 1720, OCLC 165127241 (Digitalisat).
- Religio Vindicata. Sive relatio Belli Turcici Inter Augustissimum caesarem Carolum Sextum Et Orientem Gesti. Schilgen, Wien 1720 (Digitalisat).
- Rudimenta physica, De Motu, Motore et Mobili. Widmanstetter, Graz 1722, OCLC 444346988 (Digitalisat).
- Rudimenta physica, De Sono. Widmanstetter, Graz 1723, OCLC 633427924 (Digitalisat)
- Sancti Aloysius Gonzaga et Stanislaus Kostka. Voigt, Wien 1727, OCLC 633187217 (Digitalisat).